# Cladonia minarum
Cladonia minarum Ahti (1986), è una specie di lichene appartenente al genere Cladonia,  dell'ordine Lecanorales.
Il nome proprio deriva dal latino minae, -arum, difettivo di singolare, che significa sporgenze, merlature, ad indicare le forme che possono assumere gli apoteci.

## Caratteristiche fisiche
All'esame cromatografico sono state rilevate quantità di acido fumarprotocetrarico
Il fotobionte è principalmente un'alga verde delle Trentepohlia.

## Località di ritrovamento
La specie è stata rinvenuta nelle seguenti località:
- Brasile (Caraça, nello stato di Minas Gerais)

## Tassonomia
Questa specie appartiene alla sezione Unciales;alcuni, (Stenroos e altri), ritengono che costituisca una sezione a parte, detta Divaricatae, a causa di un aspetto spinoso che condivide anche con C. albofuscescens, C. consimilis, C. divaricata, C. fleigiae, C. steyermarkii e C. variegata.
A tutto il 2008 non sono state identificate forme, sottospecie e varietà.